# Блаффтон (Огайо)
Блаффтон (англ. Bluffton) — селище (англ. village) в США, в округах Аллен і Генкок штату Огайо. Населення — 3967 осіб (2020).

## Географія
Блаффтон розташований за координатами 40°53′31″ пн. ш. 83°53′16″ зх. д. / 40.89194° пн. ш. 83.88778° зх. д. (40.892044, -83.887829).  За даними Бюро перепису населення США в 2010 році селище мало площу 9,36 км², з яких 9,19 км² — суходіл та 0,18 км² — водойми.

## Демографія
Згідно з переписом 2010 року, у селищі мешкало 4125 осіб у 1428 домогосподарствах у складі 913 родин. Густота населення становила 441 особа/км².  Було 1522 помешкання (163/км²).
Расовий склад населення:
| - 95,3 % — білих - 1,6 % — чорних або афроамериканців - 0,9 % — азіатів - 0,2 % — корінних американців |

До двох чи більше рас належало 1,2 %. Частка іспаномовних становила 1,5 % від усіх жителів.
За віковим діапазоном населення розподілялося таким чином: 19,9 % — особи молодші 18 років, 61,1 % — особи у віці 18—64 років, 19,0 % — особи у віці 65 років та старші. Медіана віку мешканця становила 34,0 року. На 100 осіб жіночої статі у селищі припадало 83,9 чоловіків;  на 100 жінок у віці від 18 років та старших — 81,2 чоловіків також старших 18 років.
Середній дохід на одне домашнє господарство  становив 73 016 доларів США (медіана — 64 473), а середній дохід на одну сім'ю — 86 002 долари (медіана — 80 667). Медіана доходів становила 62 150 доларів для чоловіків та 39 395 доларів для жінок. За межею бідності перебувало 9,7 % осіб, у тому числі 12,7 % дітей у віці до 18 років та 12,0 % осіб у віці 65 років та старших.
Цивільне працевлаштоване населення становило 2139 осіб. Основні галузі зайнятості: освіта, охорона здоров'я та соціальна допомога — 42,3 %, виробництво — 15,1 %, роздрібна торгівля — 10,8 %, мистецтво, розваги та відпочинок — 8,6 %.